# Чуваська Автономна Радянська Соціалістична Республіка
Чуваська Автономна Радянська Соціалістична Республіка (Чуваська АРСР) , до 5 грудня 1936 — Автономна Чуваська Соціалістична Радянська Республіка)  чув.Чăваш Автономиллĕ Социализмлă Совет Республики або Чăваш ACCP, рос.Чувашская Автономная Советская Социалистическая Республика або Чувашская АССР — автономна республіка у складі РРФСР, що існувала в 1925-1992 роках.
Столиця — місто Чебоксари.
Площа області на 01.01.1931 становила 17920 км², населення 909 100 чол., у тому числі 51 400 — міського населення (6,0 %), щільність населення — 50,7 чол/км². Національний склад: чуваші — 74,6 %, росіяни — 20,0 %, мордва — 2,7 %, татари — 2,5 %.

## Історія
Утворена 21 квітня 1925 року на території Чуваської автономної області, що існувала з 24 червня 1920 року.
31 січня 1926 року була прийнята Конституція Чуваської АРСР.
З серпня 1929 по грудень 1936 республіка перебувала у складі Нижегородського краю (в 1932 році перейменованого в Горьковський край).
24 жовтня 1990 року Верховна Рада Чувашії прийняла декларацію про суверенітет республіки і затвердила її нову назву — Чуваська РСР. 24 травня 1991 З'їзд народних депутатів РРФСР затвердив дану назву, внісши поправку в ст. 71 конституції РРФСР 1978 року. Проте, позбавлення Чувашії статусу АРСР суперечило ст. 85 конституції СРСР. Таким чином, до розпаду СРСР дані рішення про зміну статусу республіки були сумнівними.
З 16 травня 1992 року — моменту опублікування Закону РФ «Про зміни і доповнення Конституції (Основного Закону) РРФСР» Чуваська РСР стала називатися Чуваська Республіка.

## Адміністративний поділ
На 1 жовтня 1931 року в республіці було 18 районів, в які входило 614 сільрад, 6 міст, у тому числі 1 (Чебоксари — 12246 жит. На 01.01.1931) виокремлено в самостійну адміністративно-господарську одиницю, робочих селищ — 1, сільських населених пунктів — 2 476.
Райони Чуваської АРСР на 1 січня 1931:
1. Алатирський район
2. Аліковський район
3. Больше-Батиревський район
4. Вурнарський район
5. Ібресінський район
6. Канашський район
7. Козловський район
8. Красно-Четаївський район
9. Мало-Яльчиковський район
10. Маріїнсько-Посадський район
11. Порецький район
12. Татаркасинський район (центр — с. Великий Сундир)
13. Урмарський район
14. Цивільський район
15. Чебоксарський район
16. Шемуршинський район
17. Шихирдановський район
18. Ядрінський район

## Ресурси Інтернету
- This article incorporates public domain text from the Library of Congress Country Studies [Архівовано 10 грудня 1997 у Wayback Machine.]

Шаблон:Ас